# Dangerous Dave
Dangerous Dave is een videospel uit 1988, ontworpen door John Romero. Hij ontwierp het spel als voorbeeld voor zijn artikel over de programmeertaal GraBASIC. Het spel werd uitgebracht voor de Apple II en MS-DOS.

## Gameplay
In het spel neemt de speler de rol aan van een personage genaamd Dave. Hij moet in 10 levels de schuilplaats van zijn aartsvijand Clyde doorzoeken. In deze levels krijgt hij te maken met verschillende hindernissen zoals lava en monsters. In elk level moet hij een gouden beker vinden die toegang geeft tot de deur naar het volgende level.
In sommige levels kan de speler hulpmiddelen verzamelen zoals een pistool en een jetpack. De pistolen hebben ongelimiteerde munitie, maar de jetpacks hebben een beperkte hoeveelheid brandstof.

## Achtergrond
Sinds de productie van het originele spel zijn er meerdere vervolgspellen uitgebracht, en is het spel overgezet naar andere platforms.
Het idee voor Dangerous Dave kwam volgens John Romero van de Super Mario-spellen. Er zijn dan ook een groot aantal overeenkomsten tussen beide spellen, zoals de levelopbouw en de monsters.

## Vervolgspellen
- Double Dangerous Dave, 1990
- Dangerous Dave in Copyright Infringement, 1990 (demo waarin o.a. Commander Keen voor het eerst werd getoond)
- Dangerous Dave, 1990 (DOS-versie van het originele spel uit 1988)
- Dangerous Dave GS, 1990
- Dangerous Dave in the Haunted Mansion, 1991.
- Dangerous Dave's Risky Rescue, 1993.
- Dave Goes Nutz!, 1993.